# Vladimir Nemshilov
Vladimir Nemshilov (Sochi, Unión Soviética, 24 de noviembre de 1948) es un nadador soviético retirado especializado en pruebas de estilo libre, donde consiguió ser medallista de bronce olímpico en 1968 en los 4x200 metros estilo libre.

## Carrera deportiva
En los Juegos Olímpicos de México 1968 ganó la medalla de bronce en los relevos de 4x200 metros estilo libre, con un tiempo 4:00.7 segundos, tras Estados Unidos y Alemania Oriental (plata); sus compañeros de equipo fueron los nadadores: Yuri Gromak, Vladimir Kosinsky y Leonid Ilyichov.